# Geometria absolutna
Geometria absolutna jest geometrią opartą tylko na czterech pierwszych postulatach Euklidesa. Piąty postulat Euklidesa mówi, że przez każdy punkt przechodzi tylko jedna prosta równoległa do danej prostej. Pierwotnym pojęciem jest tu przestrzeń, w skład której wchodzą proste i płaszczyzny. Twierdzenia geometrii absolutnej są prawdziwe zarówno dla geometrii euklidesowej, jak i geometrii nieeuklidesowej.